# Vaidas Baumila
Vaidas Baumila, nato Vaidotas (Vilnius, 28 marzo 1987), è un cantante lituano.
Ha rappresentato la Lituania all'Eurovision Song Contest 2015 col brano This Time, in duetto con Monika Linkytė, dove si è qualificato per la finale classificandosi in 18ª posizione.

## Discografia

### Album in studio
- 2006 – Ką tu mėgsti? (come Vaidas)
- 2007 – Išklausyk (come Vaidas)
- 2015 – Iš naujo
- 2020 – Milijonai
- 2022 – Apžavai
- 2025 – Vienodai žydi sodai

### EP
- 2014 – Live Session

### Singoli
- 2015 – This Time (con Monika Linkytė)
- 2016 – Panama
- 2016 – Dviese (con Monique)
- 2017 – People of the Night (con Radistai DJ's)
- 2017 – Tai buvai tu
- 2018 – Suknelė
- 2018 – Šalta
- 2019 – Būk kantri
- 2019 – Milijonai (con Justé)
- 2020 – Galingi (con Sofija)
- 2020 – Meilės sezonas
- 2020 – Mergaitė (con Mark Les)
- 2021 – Laikas keistis
- 2021 – Kunigunda
- 2021 – Demonai (con gli Omerta)
- 2022 – Tavo veidas
- 2022 – Apžavai
- 2022 – Įsimylėjau (con Paulina Paukštaitytė)
- 2022 – Žaižaruoja
- 2024 – Besarmatė
- 2024 – Gegužis (con Rokas Yan e Monika Liu)
- 2024 – Gėlė
- 2024 – Gniaužiu (con Rūta Loop)
- 2025 – Marozika
- 2025 – Nei mirę, nei gyvi (con Jazzu)

## Filmografia
- Valentinas už 2rų, 2014, nel ruolo di se stesso.